# Magomed Kurbanaliyev
Magomed Magomedovich Kurbanaliyev –en ruso, Магомед Магомедович Курбаналиев– (6 de agosto de 1992) es un deportista ruso de origen daguestano que compite en lucha libre. Ganó dos medallas en el Campeonato Mundial de Lucha, oro en 2016 y bronce en 2013, y dos medallas de oro en el Campeonato Europeo de Lucha, en los años 2014 y 2017.

## Palmarés internacional
| Campeonato Mundial | Campeonato Mundial | Campeonato Mundial | Campeonato Mundial |
| Año                | Lugar              | Medalla            | Categoría          |
| ------------------ | ------------------ | ------------------ | ------------------ |
| 2013               | Budapest (Hungría) | Medalla de bronce  | 66 kg              |
| 2016               | Budapest (Hungría) | Medalla de oro     | 70 kg              |
| Campeonato Europeo |                    |                    |                    |
| Año                | Lugar              | Medalla            | Categoría          |
| 2014               | Vantaa (Finlandia) | Medalla de oro     | 65 kg              |
| 2018               | Kaspisk (Rusia)    | Medalla de oro     | 70 kg              |